# River Gee County
River Gee County ist eine Verwaltungsregion (County) in Liberia, die eine Größe von 5 113 km² hat und bei der letzten Volkszählung (2008) 66.789 Einwohner besaß.
Die Verwaltungsregion untergliedert sich in 10 Distrikte. Die Hauptstadt ist Fish Town im Distrikt Potupo.
| Distrikt     | Ew. (2008) männlich | Ew. (2008) weiblich | Ew. (2008) Gesamt |
| ------------ | ------------------- | ------------------- | ----------------- |
| Chaedpo      | 5.435               | 5.083               | 10.518            |
| Gbeapo       | 5.743               | 5.191               | 10.934            |
| Glaro        | 2.613               | 2.379               | 4.992             |
| Karforh      | 3.072               | 2.884               | 5.956             |
| Nanee        | 3.421               | 2.581               | 6.002             |
| Nyenawiliken | 2.668               | 2.491               | 5.159             |
| Nyenebo      | 3.046               | 2.657               | 5.703             |
| Potupo       | 3.689               | 3.648               | 7.337             |
| Sarbo        | 2.680               | 2.640               | 5.320             |
| Tuobo        | 2.496               | 2.372               | 4.868             |
| River Gee    | 34.863              | 31.926              | 66.789            |

Das County befindet sich im Südosten Liberias und grenzt an die Republik Elfenbeinküste. Die Region wurde 2000 aus einem Teil von Grand Gedeh gebildet.
Die Mehrheit der Bevölkerung lebt von der Landwirtschaft. Hauptanbauprodukt in River Gee ist Reis, gefolgt von Maniok und Bananen.

## Politik
Bei den 2005 durchgeführten ersten demokratischen Senatswahlen nach dem Bürgerkrieg wurde Frederick Doe Cherue von der COTOL gewählt. Im Rahmen einer erforderlichen Nachwahl wurde 2009 auch  J. Nathaniel Williams von der LDP zum zweiten Senator gewählt.